# Челідзе Вахтанг Володимирович
Вахтанг Володимирович Челідзе (груз. ვახტანგ ჭელიძე, 1 січня 1945, Тбілісі, Грузинська РСР, СРСР — 22 березня 1995, Тбілісі, Грузія) — радянський футболіст, захисник. Майстер спорту СРСР (1964).

## Кар'єра
З самого початку кар'єри і до її кінця грав за «Динамо» (Тбілісі). З командою став володарем Кубка СРСР у 1976 році, а також п'ять разів ставав бронзовим призером чемпіонату СРСР. У єврокубках зіграв 8 матчів і забив 1 м'яч (югославському «ОФК Белград»). За олімпійську збірну СРСР зіграв 1 гру.

## Досягнення
- Володар Кубка СРСР (1) — 1976
- Бронзовий призер чемпіонату СРСР — 1967, 1971, 1972, 1976 (весна), 1976 (осінь).